# Gornja Ljuboviđa
Gornja Ljuboviđa (cyr. Горња Љубовиђа) – wieś w Serbii, w okręgu maczwańskim, w gminie Ljubovija. W 2011 roku liczyła 354 mieszkańców.